# Karel Vochoč
Karel Vochoč (7. dubna 1930 Praha – 12. července 1987 Ostrava) byl český filmový, televizní a divadelní herec.

## Život
Narodil se 7. dubna 1930 na pražském Žižkově do poměrně chudé dělnické rodiny. V dětství zpíval v Kühnově dětském sboru, a tak se mu poštěstilo stanout již v útlém věku na prknech Národního a Vinohradského divadla. Po okupaci Československa německou armádou se mu podařilo uprchnout do Jugoslávie. Tam se připojil k partyzánskému hnutí, které vedl pozdější prezident Jugoslávie Josip Broz Tito. Byl svědkem mnohých krutostí, kterých se nacisté dopouštěli, a to bylo jednou z příčin, že byl po celý život příznivcem idejí komunismu.
Po válce se v roce 1948 aktivně zapojil do komunistického puče v únoru 1948. V té době zahájil i svou hereckou dráhu na prknech divadel v Jihlavě, Opavě a Českém Těšíně. Od roku 1963 nastoupil do Státního divadla v Ostravě, kde setrval až do své smrti v roce 1987. V letech 1974 až 1981 zde působil ve funkci šéfa činohry.
Ve filmu se Karel Vochoč začal objevovat v padesátých letech 20. století, ale prozatím jen v epizodních rolích. První výraznou příležitostí pro něj představovala úloha předsedy Městského národního výboru ve filmu Všichni dobří rodáci režiséra Vojtěcha Jasného. V sedmdesátých a osmdesátých letech ztvárňoval povětšinou vedlejší role, a to nejen ve filmu, ale též v televizi, zejména v televizních seriálech. Nejčastěji se jednalo o postavy různých stranických funkcionářů a úředníků. V roce 1976 mu byl udělen titul zasloužilý umělec.
Karel Vochoč zemřel 12. července 1987 na infarkt krátce po svém rozvodu.

## Výběr z filmografie
- Všichni dobří rodáci (1969)
- Zatykač na královnu (1973)
- Haldy (1974)
- Profesoři za školou (1975)
- Město nic neví (1975)
- Kamenný řád (1975)
- Řeknem si to příští léto (1977)
- Hop – a je tu lidoop (1977)
- Sólo pro starou dámu (1978)
- Stříbrná pila (1978)
- Smrt stopařek (1979)
- Plechová kavalerie (1979)
- Přátelé Zeleného údolí (1980)
- Bez ženské a bez tabáku (1980)
- Pohádka svatojánské noci (1981)
- Křtiny (1981)
- Vítr v kapse (1982)
- Sny o Zambezi (1982)
- Záchvěv strachu (1984)
- Noc smaragdového měsíce (1984)
- Jsi falešný hráč (1986)
- Velké sedlo (1986)
- Hauři (1987)
- Discopříběh (1987)